# Pallawowie

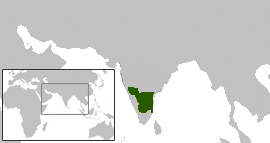
Państwo Pallawów w VII w.

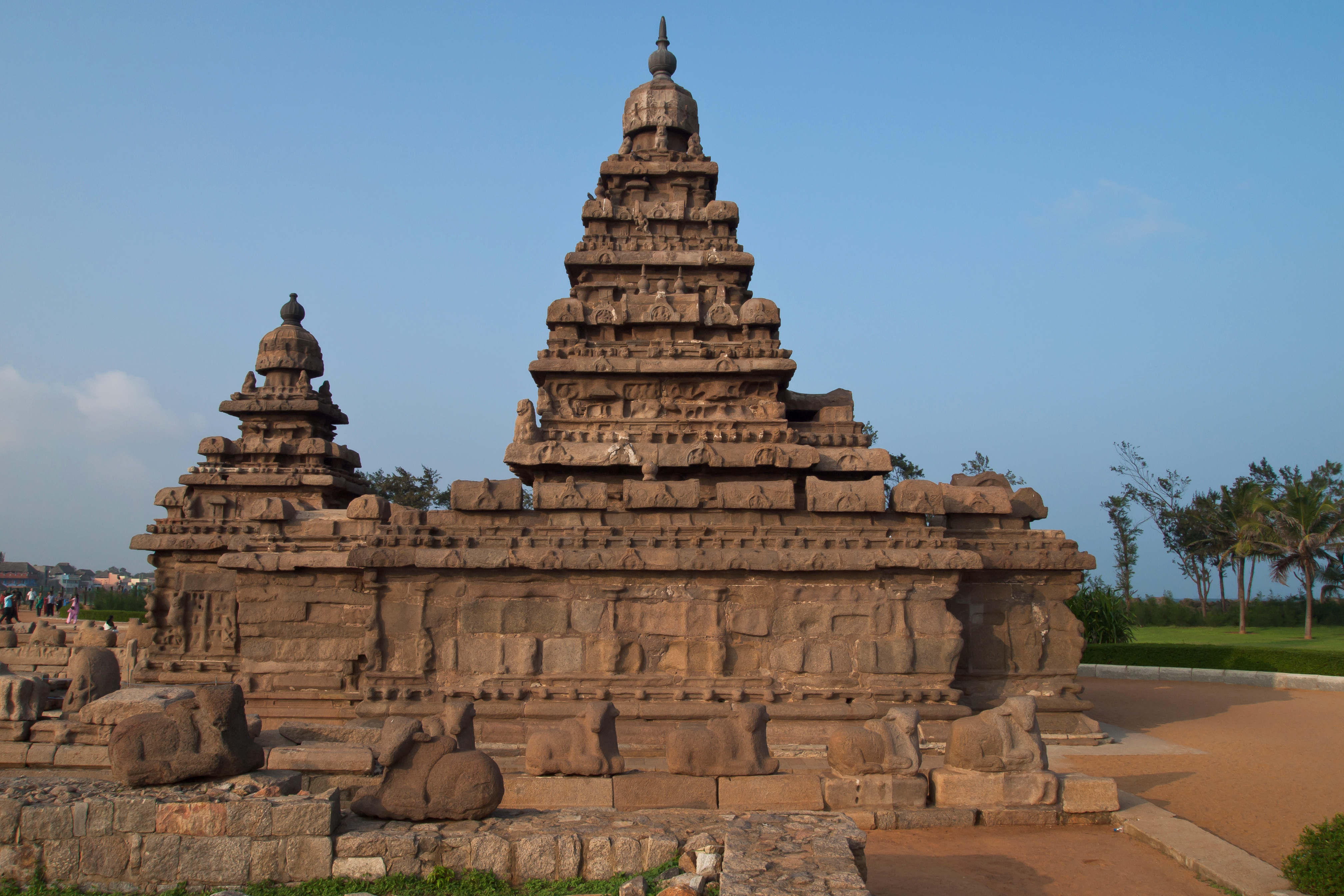
Świątynia z okresu Pallawa w Mahabalipuram

Pallawa – hinduistyczna dynastia panująca na obszarze południowych Indii od IV do IX w. Ustawicznie prowadzili walki z dynastią Ćalukjów. Ok. 880 r. ich państwo zostało podbite przez Ćolów. Głównymi centrami ich państwa były Kańćipuram i Mahabalipuram, gdzie wznieśli szereg wspaniałych świątyń. Utrzymywali kontakty z Cejlonem i Azją Południowo-Wschodnią. Podział tego okresu przeprowadzono według języka, który był używany w inskrypcjach z obszaru panowania dynastii.
Pomimo że religią państwową dynastii był hinduizm, władcy wspierali też sztukę związaną z buddyzmem i braminizmem. Jednym z ważniejszych zabytków pozostawionych przez dynastie jest świątynia nadbrzeżna (ang. Shore Temple) w Mahabalipuram.

## Władcy z dynastii Pallawów
| Władca                                                    | Daty rządów         |
| Wczesny okres – funkcjonowanie prakrytu (250–340)         |                     |
| Simha Warman I                                            | 315–345 lub 275–300 |
| Okres dojrzały – funkcjonowanie sanskrytu (340–575)       |                     |
| Skanda Warman I                                           | 345–355             |
| Wisznugopa                                                | 350–355             |
| Kumarawisznu I                                            | 355–370             |
| Skanda Warman II                                          | 370–385             |
| Wira Warman                                               | 385–400             |
| Skanda Warman III                                         | 400–438             |
| Simha Warman II                                           | 438–460             |
| Skanda Warman IV                                          | 460–480             |
| Nandi Warman I                                            | 480–500             |
| Kumarawisznu II                                           | 500–520             |
| Budda Warman                                              | 520–540             |
| Kumarawisznu III                                          | 540–550             |
| Simha Warman III                                          | 550–574             |
| Okres późny – funkcjonowanie języka tamilskiego (575–900) |                     |
| Simha Wisznu                                              | 537–570             |
| Mahendra Warman I                                         | 571–630             |
| Narasimha Warman                                          | 630–668             |
| Mahendra Warman II                                        | 668–672             |
| Parameszwara Warman                                       | 672–700             |
| Narasimha Warman (Radża Simha)                            | 700–728             |
| Parameszwaran II                                          | 705–710             |
| Nandi Warman II                                           | 732–796             |
| Thandi Warman                                             | 775–825             |
| Nandi Warman III                                          | 825–869             |
| Nirupathungan                                             | 869–882             |